# Finja Harms
Finja Harms (* 8. Juni 2000) ist eine deutsche Handballspielerin, die für die HL Buchholz 08-Rosengarten aufläuft.

## Karriere

### Hallenhandball
Finja Harms spielte anfangs Handball bei der JSG Altenwalde/Otterndorf. Zusätzlich gehörte die Kreisläuferin in ihrer Jugendzeit dem Kader der niedersächsischen Landesauswahl an. Im Jahr 2017 wechselte sie zum Buxtehuder SV (BSV). Mit der Buxtehuder A-Jugend stand Harms 2018 im Finale der deutschen Meisterschaft, in dem die Mannschaft gegen Bayer 04 Leverkusen unterlag. Weiterhin lief sie beim BSV für die 2. Damenmannschaft in der 3. Liga auf. Im Januar 2021 wurde Harms bis zum Saisonende 2020/21 vom Bundesligisten HL Buchholz 08-Rosengarten verpflichtet, um die verletzungsbedingten Ausfälle von Evelyn Schulz und Svea Geist zu kompensieren. Bis zum Saisonende erzielte Harms zwei Treffer. Weiterhin stand sie mit Buchholz–Rosengarten im Finale des DHB-Pokals 2020/21. Anschließend verlängerte sie ihren Vertrag um ein Jahr. 2022 trat sie mit dem Verein den Gang in die Zweitklassigkeit an. Nach der Saison 2023/24 verließ sie die Zweitligamannschaft und lief für die 2. Mannschaft der Spielgemeinschaft auf. Weiterhin blieb sie dem Anschlusskader der Zweitligamannschaft erhalten. Seit dem 1. November 2024 gehört sie wieder fest dem Zweitligakader an.

### Beachhandball
Harms machte ihre ersten Erfahrungen mit dem Beachhandball bei ihrem Jugendverein JSG Altenwalde/Otterndorf. Mit der Deutschen Beachhandball-Nationalmannschaft der Juniorinnen wurde sie bei den Junioren-Europameisterschaften 2016 (U 16) in Lloret de Mar die Bronzemedaille. Sie erzielte im Turnierverlauf 38 Punkte. Harms gehört dem Kader der Beachhandballmannschaft Beach Chiller Oldenburg an, mit der sie 2017 und 2021 an den deutschen Beachhandballmeisterschaften teilnahm.